# Охотник и его сын
«Охотник и его сын» — советский рисованный мультипликационный фильм. По мотивам сказок народов Алтая, в частности — по мотивам алтайской сказки «Боролдой-мэргэн и его храбрый сын» (пересказ Павла Кучияка и Анны Гарф, литературная обработка Михаила Булатова).

## Сюжет
В давние времена жил на Алтае охотник. Знал он о зверях в лесу очень много и сына обучал всем охотничьим премудростям, а прежде всего тому, что зверя добывают только тогда, когда нужно накормить детей или старых. Один раз охотник и его сын увидели из засады, как в лесу бушует демон-алмыс (персонаж алтайской мифологии): вырывает деревья с корнем и бьёт зверей. Когда алмыс удалился, охотник и его сын помогли выжившим зверям — медведям и архарам — добраться до аршана (источника с целебной водой), русло которого мальчик освободил от завалившего его камня. Вскоре уже утром алмыс напал на кочевье людей. Он крушил всё на своём пути, расшвыривал юрты, лодки, лошадей, собак и всё, что попадалось на пути. Наконец, он исчез. Охотник сказал односельчанам: «Хватит терпеть злодея!» Он взял лук с запасом стрел, оседлал лучшего коня и вместе с сыном отправился искать демона. Нашли его высоко в горах. Охотник сумел набросить на шею алмыса аркан и стал тянуть, а его сын стал стрелять в алмыса из лука. Алмыс бешено сопротивлялся, жёг огнём, пытался ослабить аркан. Волны чудесного источника-аршана погасили пламя. Тут на помощь охотникам подоспели медведи и архары, они напали на монстра. Охотник попал из лука стрелой между глаз чудовищу, тут и конец алмысу пришёл. А охотник и его сын благополучно вернулись к родным.

## Создатели
| автор сценария             | Юрий Гурвич                                                                                      |
| кинорежиссёр               | Роман Давыдов                                                                                    |
| художник-постановщик       | Галина Золотовская                                                                               |
| кинооператор               | Борис Котов                                                                                      |
| композитор                 | Владимир Комаров                                                                                 |
| звукооператор              | Владимир Кутузов                                                                                 |
| художники-мультипликаторы: | Олег Сафронов, Владимир Шевченко, Владимир Зарубин, Виталий Бобров, Сергей Аврамов, Олег Комаров |
| художники:                 | Ирина Светлица, Пётр Коробаев, Б. Барулин, Л. Алёхина                                            |
| роли озвучивали:           | Юрий Пузырёв, Маргарита Корабельникова                                                           |
| ассистент режиссёра        | Г. Чикина                                                                                        |
| монтажёр                   | Елена Белявская                                                                                  |
| редактор                   | Пётр Фролов                                                                                      |
| директор съёмочной группы  | Лилиана Монахова                                                                                 |